# متحف أم القيوين
متحف أم القيوين هو متحف يقع في مدينة أم القيوين القديمة في إمارة أم القوين بالإمارات العربية المتحدة في موقع حصن قديم كان بمثابة مقرّ حكومة أم القيوين في الفترة ما بين عامي 1768 - 1969 قبل أن يُعاد ترميمه وتجديده وتحويله إلى متحف يحتضن التراث الإماراتي. ويعد مبنى متحف أم القيوين واحدًا من أقدم المباني التاريخية القائمة في دولة الإمارات العربية المتحدة.
يُسمح بدخول متحف أم القيوين بشكل مجاني تمامًا للأشخاص الذين تقل أعمارهم عن 15 عامًا. يفتح المتحف أبوابه لاستقبال الزوار من مختلف أنحاء العالم طوال أيام الأسبوع، حيث يُسمح بالدخول من يوم السبت وحتى يوم الخميس بدءًا من الساعة الثامنة صباحًا وحتى الواحدة ظهرًا، ثم من الساعة الخامسة مساءًًا وحتى الثامنة مساءً، على حين يُسمح بالدخول إلى المتحف في يوم الجمعة بدءًا من الساعة الخامسة مساءًا وحتى الساعة الثامنة مساءًا.

## لمحة تاريخية
يقع متحف أم القيوين في منطقة السوق القديم في مدينة أم القيوين، وقد استخدم مبنى المتحف في السابق كحصن دفاعي عُرف باسم «حصن آل علي». تأسس الحصن عام 1768 على يد الشيخ راشد بن ماجد المعلا ليكون مقرًّا للأسرة الحاكمة في أم القيوين ومركزًا للحكم، وكان يتألف في البداية من مربعة يتخللها برج أطلق عليه اسم «برج المنشر» حيث نُشرت راية إمارة أم القيوين أعلى البرج فور الانتهاء من تشييده في عام 1768. شهد الحصن عدد من عمليات التوسعة خلال الحقب التالية، قبل أن يقرر الشيخ أحمد بن راشد المعلا مغادرته إلى مقر آخر في عام 1969، ويوصي بترميم الحصن وتجديده وتحويله إلى متحف يعرض التراث الثقافي التاريخي لإمارة أم القيوين.

## الوصف
يتألف متحف أم القيوين من بناء شبه مربع الشكل يغلب على تصميمه طابع الحصون الدفاعية القديمة، وقد شيد باستخدام الحجر البحري بالإضافة إلى عناصر معمارية محلية، وقُسم إلى عدة أجنحة تعرض المقتنيات المُختلفة، ففي مدخل الحصن، هناك ثلاث ردهات داخلية تطل على فناء داخلي، وتتألف كل ردهة من طابقين قُسّم كل منهما إلى ثلاث غرف ذات أسقف مصنوعة خشبية من الجندل، أما أبواب وشبابيك الغرف الثلاث فمصنوعة من خشب الساج المدعم بالآسفين.
يحتوي مبنى المتحف على برجين قديمين يتألف كل منهما من ثلاث طبقات، ويقع أحدهما في الجهة الشمالية الشرقية من الحصن، ويُعرف باسم برج المنشر، بينما يقع الآخر في الجهة الجنوبية الغربية من الحصن ويعرف باسم برج الليوارة.

## المقتنيات والمعروضات

### جناح عائلة المعلا

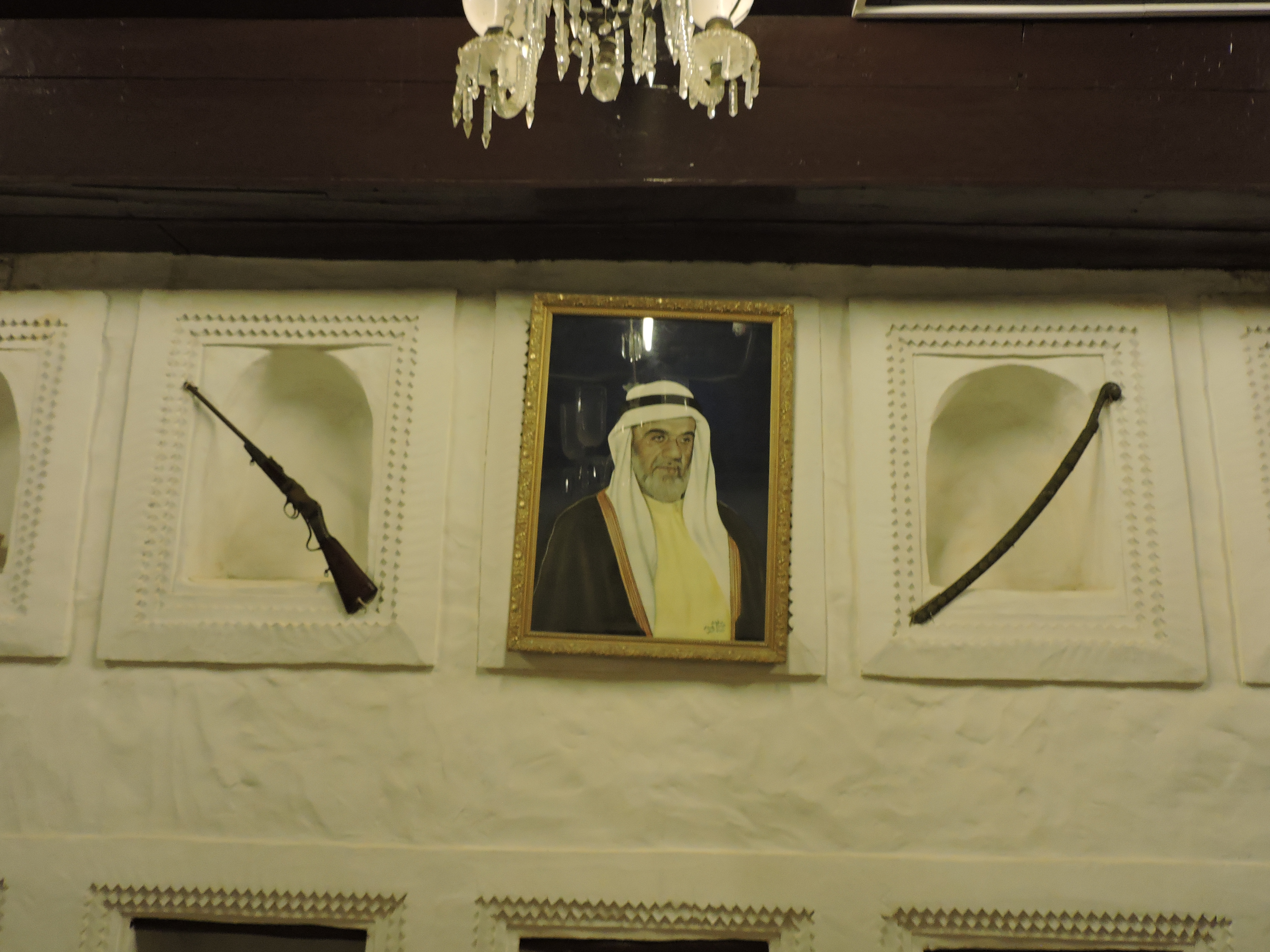

يضم متحف أم القيوين جناحًا مخصصًا يعرض مجموعة واسعة من مقتنيات عائلة المعلا العائلة الحاكمة لإمارة أم القيوين، وتتضمن هذه المجموعة في غرفة الأفلام الوثائقية شجرة العائلة الحاكمة المصنوعة من ألواح السيراميك التي كُتب عليها بحروف من الذهب، وبعض الهدايا التي قدمت لحكام الإمارة في مناسبات مختلفة إلى جانب بعض الحلى والمقتنيات الخاصة بالعائلة.

### قسم الوثائق والمخطوطات
يضم المتحف أيضًا قسمًا مخصصًا للوثائق والمخطوطات حيث تُعرض مجموعة من الطوابع البريدية التي صدرت في إمارة أم القيوين، ومخطوطات للمصحف الشريف كتبت بخط اليد قبل مئات السنين، وأول جواز سفر صدر في أم القيوين، وأول رخصة قيادة، وأول رخصة تجارية مختومة بختم حكومة أم القيوين.

### قسم التحف
خُصّص هذا الجزء من المتحف لعرض مجموعة من الأدوات القديمة التي تُعرف الزائر كيفية ممارسة بعض الأنشطة التقليدية كالغوص وصيد اللؤلؤ والتجارة باستخدام السفن، وتتضمن هذه المجموعة نماذج لشباك الصيد التقليدية، والقوارب القديمة، وأدوات الغوص وأدوات كالبوصلة والميزان والفطام ومناخل غربلة اللؤلؤ، كما يوجد أيضًا نموذج لشجرة الشيفة التي كانت تنمو في قاع البحر، وتدل الغواصين على أماكن وجود اللؤلؤ. يحتوي هذا القسم أيضًا على مجموعة من الحلي الذهبية وأدوات الزينة التقليدية

### قسم التراث العسكري
يحتوي هذا الجزء من المتحف على عدد من المعروضات العسكرية والحربية إلى جانب مجموعة من لوحات أرقام السيارات القديمة، ورخص القيادة، والأزياء العسكرية القديمة، والدروع الإسلامية، بالإضافة إلى مجموعة من الصور القديمة التي تؤرّخ لحقب زمنية متفاوتة.

### قسم الأسلحة
كما يوجد بالمتحف جناح مخصص للأسلحة يعرض مجموعة متنوعة من الأسلحة الخاصة بعائلة المعلا، والتي استخدم الكثير منها في الصيد والحروب، كالمسدسات والبنادق والسيوف والخناجر، والأحزمة المصنوعة لحمل الذخيرة.

### مطبخ الحصن
هو عبارة عن غرفة فسيحة تُعرض فيها مجموعة من أدوات ومكونات المطبخ الإماراتي التقليدي، بدءًا من القدور والأوعية والصواني وأباريق القهوة وحتى المشخّلة والمحمصة.

### غرفة المناظرة العليا
كان الحراس قديمًا يجلسون في هذه الغرفة لمراقبة الحصن.

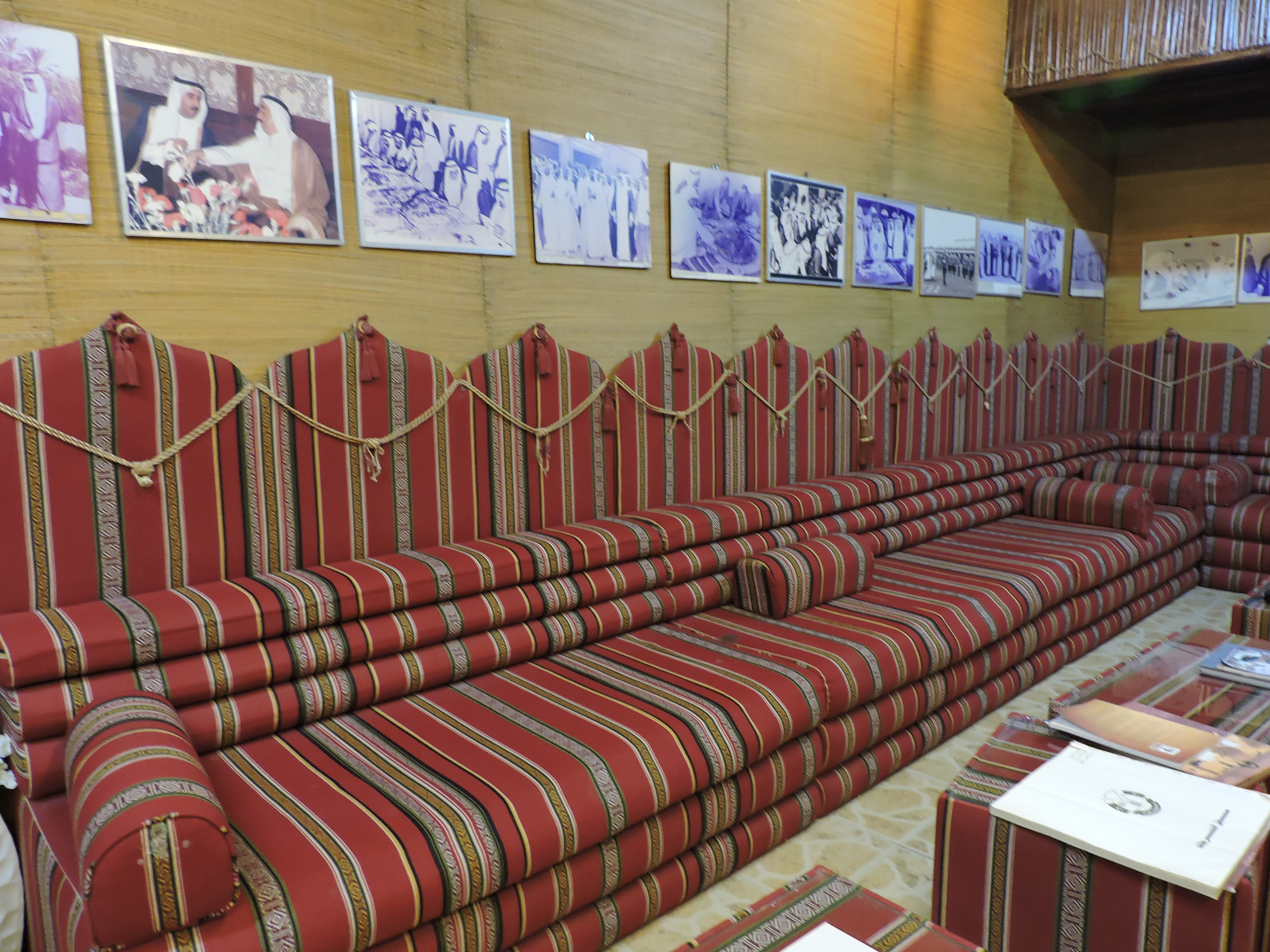
متحف أم القيوين

### غرفة الشيخ
تقع هذه الغرفة في الطابق العلوي من المتحف بحيث تطل على الفناء الخارجي، وتحتوي على شبرية مصنوعة من خشب الساج، ومندوس كان يستخدم لحفظ الملابس مصنوع من خشب الساج ومزين بنقوش معدنية، بالإضافة إلى وجود خزانة للنقود والبشتخته ومجلس صغير للجلوس.

### السجن
كان هذا الجزء من الحصن مخصصًا لسجن الأسرى والمهاجمين والمتسللين إلى الإمارة قديمًا. ويعرض سجن الحصن أدوات مثل الحطابة، وهي عبارة عن ألواح خشبية كبيرة يمتد من خلالها أنبوب حديدي، كان المسجون قديمًا يضع قدميه في ثم يغلق طرفيه.